# ミーク (キャラクター)
ミーク（Miek）は、マーベル・コミック発行のアメリカン・コミックスに登場する架空のキャラクター。当初は昆虫型の異星人でハルクの味方であるヒーローとして描かれていたが、後に巨大な女性の姿に変身し、彼の敵となる。

## 発行履歴
ミークは、グレッグ・パックとカルロ・パグラヤンによって創造され、2006年4月に『The Incredible Hulk』vol. 3第92号のストーリーライン『プラネット・ハルク』でデビューした。

## キャラクター経歴
ミークは惑星“サカール”出身の昆虫型のエイリアンで、帝国軍に巣のほとんどを破棄された後、地下に追いやられた。ハルクとレッドキングの戦いの最中に救出され、兄弟たちを解放するためにハルクと協力して、巨大な鎧の姿にメタモルフォーゼした。
その後ミークは卵農場で彼の種族の女王の最後の1人を見つけるが、彼女がスパイクに感染していたことを知った後に彼女を殺すことを余儀なくされた。その後、ハルクの代わりに“ウォーバウンド”を率い、カイエラやヒロイムの仲間たちと同盟を結ぶ。
ハルクの宇宙船が爆発し、サカールを破壊してカイエラを殺した後、ミークとウォーバウンドは“イルミナティ”への復讐のために、ハルクに同行して地球に戻った。後にハルクに、船のパワーコアが損傷していることを知っていながら、彼に告げなかったことを知られると、攻撃されて、“ネガティブ・ゾーン”に監禁された。

### カオス・ウォー
アマツミカボシがカオスキングとなった後、ミークはネガティブ・ゾーンを脱出し、アマデウス・チョとギャラクタスを攻撃するが、前者に倒された。

### プラネット・サヴェッジ
アマツ・ミカボシのエネルギーを浴びたミークは雌となり、“サヴェッジ・ランド”に移住した。数多くのサカアランを殺した後、ミークはハルクの注意を引きつけ、最終的に彼との戦いで生命を落とした。

## パワー・戦力
昆虫のようなエイリアンであるミークは、超人的な強さと耐久力、そして飛行能力を持つ。剣闘士として6本の手足で戦うスキルを身につけ、しばしば4つの武器を同時に振り回して相手のバランスを崩す。

## その他のバージョン

### 『Marvel Zombies Return』
『Marvel Zombies Return Marvel Zombies Return』には、別宇宙におけるミークが登場する。

### 『ホワット・イフ?』
- 『What If?: Planet Hulk』では、ミークがサカールが滅亡した際に殺され、これによりサカール滅亡の真相を知る者はいなくなり、カイエラが地球を征服することになる。
- 『World War Hulk』の第1話では、トニー・スターク/アイアンマンに殺される。第2話では、ミークの裏切りが発覚する。

## MCU版
『マーベル・シネマティック・ユニバース』（MCU）では無言のCGIキャラクターとして描写され、スタントパフォーマーのスティーヴン・マードックやカーリー・リーズが演じた。

### キャラクター像
イモムシのような外観の昆虫型エイリアンで、かつてはコーグたちと同様に惑星“サカール”でグラディエーターとされていた。小さな体躯であるため、両腕がナイフである人間大でメタリックなヒューマノイド型ボディーに乗り込んでいることが多い。また臀部から粒状の卵のようなものを出す。コーグのパートナー的存在として彼と共に行動することが多く、ソーとも交友関係となったほか、“デシメーション”を免れたことから“ザ・ブリップ”の頃には、“ニュー・アスガルド”に移住して、現地の国民となっている。

### 各作品における描写
『マイティ・ソー バトルロイヤル』
本作でMCU初登場。バトルロイヤルでの応援から奴隷仲間たちとの革命、“アスガルド”まで転戦したが、ラストシーンではアスガルド戦でコーグに踏まれてしまったらしく、彼に死んだかと思われて抱き抱えられていた。しかしなんとか生きていた。
『アベンジャーズ/インフィニティ・ウォー』では未登場だったが、物語冒頭のサノスの襲撃時にはソーによって、ステイツマン”に乗船していたヴァルキリーやコーグたちと共に逃がされていた。
『アベンジャーズ/エンドゲーム』
本作における2023年時には、ニュー・アスガルドでソーやコーグと共に暮らし、ブルース・バナー/スマート・ハルクとロケットがソーを訪ねてやって来た時も快く歓迎している。
クライマックスにおけるサノスの群勢との決戦の際に、ニュー・アスガルドと繋がったゲートウェイから、ヴァルキリーたちと共に登場し、“アベンジャーズ”に参戦する。
『ソー:ラブ&サンダー』

## その他のメディア

### テレビアニメ
- 『スーパー・ヒーロー・ギャング』：シーズン2第45話『Planet Hulk! (Six Against Infinity, Part 5)』に登場。デイヴ・ウィテンバーグが声をあてた[13]。
- 『ハルク: スマッシュ・ヒーローズ』：シーズン2第1〜2話『惑星ハルク パート1〜2』（原題：『Planet Leader』）に登場。ベンジャミン・ディスキンが声をあてた[13]。
- 『Marvel Super Hero Adventures』：シーズン2第10話『It's An Alien!』に登場。サムエル・ビンセントが声をあてた[13]。紫色のクモのような外見で、ロボットアームを使っている。

### アニメ映画
- 『超人ハルク:サカールの預言』：サムエル・ビンセントが声をあてた[14][13]。臆病だがお人好しで親しみやすく、ハルクを友人として慕っている。また、物語の過程で勇敢になり、仲間を殺そうとした裏切り者と単身で戦い、殺す。

### ビデオゲーム
- 『MARVEL オールスターバトル』[15]
- 『Marvel Avengers Academy』：ケビン・アーバンが声をあてた。

### 参考
1. 1 2 3  Brunner, Adam J. (2022年11月17日). “Miek's Final Form Will Change How You See Thor's MCU Buddy” (英語). Screen Rant. 2024年9月23日閲覧。
2. 1 2 3 4  Lovett, Jamie (2017年11月13日). “Who is Miek In Thor: Ragnarok?” (英語). comicbook.com. 2024年9月23日閲覧。
3. ↑  Avengers: The Initiative #4 (September 2007)
4. ↑  World War Hulk #5 (January 2008)
5. ↑  World War Hulk Aftersmash: Warbound #1 (February 2008)
6. ↑  Chaos War #5 (March 2011)
7. ↑  Incredible Hulk #622 (April 2011)
8. ↑  Incredible Hulk #623 (May 2011)
9. ↑  Incredible Hulk #625 (June 2011)
10. ↑  Planet Hulk: Gladiator Guidebook one-shot (September 2006)
11. ↑  Marvel Zombies Return #4 (November 2009)
12. ↑  “What Marvel's Miek Looks Like In Real Life”. 2024年5月4日閲覧。
13. 1 2 3 4  “Miek Voices (Hulk)”.   Behind The Voice Actors. 2024年8月17日閲覧。
14. ↑  Harvey, James (2009年12月25日). “Animated Planet Hulk Cast And Crew Details, Hulk Versus 2009 Year-End Sales”. Marvel Animation Age. 2010年1月10日時点のオリジナルよりアーカイブ。2010年9月8日閲覧。
15. ↑  “Korg”. playcontestofchampions.com (2018年8月21日). 2022年11月24日時点のオリジナルよりアーカイブ。2023年11月19日閲覧。